# Avisauridae
Los Avisauridae (avisáuridos) son una familia extinta de aves enantiornithes conocidas del periodo Cretácico de Norte y Suramérica, Europa y Asia. Están representados hasta el momento por ocho géneros.
Los Avisauridae fueron denominados por Brett-Surman y Paul en 1985. Ellos incluyeron en esta familia unos pocos fósiles que ellos creyeron que pertenecían a pequeños dinosaurios no avianos.
Chiappe (1992) más tarde reconoció que los Avisauridae pertenecían a la clase Aves y a la subclase Enantiornithes. Chiappe (1993) diagnosticó la familia de la siguiente forma: "aves enantiornites con una fuerte convexidad transversal de la superficie dorsal del eje medio del metatarso III, una distintiva proyección plantar del borde medio de la tróclea del metatarso III, y un metatarso I comprimido lateralmente con forma de letra 'J'". Él definió a la familia como el último ancestro común de Neuquenornis volans y Avisaurus archibaldi y a todos sus descendientes. En 2008, la familia fue redefinida como Avisaurus archibaldi y todos los géneros más cercanamente relacionados con este que a Longipteryx, Gobipteryx o a Sinornis.
Cladograma basado en el análisis de Cau y Arduini (2008):
|  | Neuquenornis                                                |
|  |                                                             |
|  | \| \| Avisaurus \| \| \| \| \| \| Soroavisaurus \| \| \| \| |
|  |                                                             |
|  | Avisaurus                                                   |
|  |                                                             |
|  | Soroavisaurus                                               |
|  |                                                             |

|  | Avisaurus     |
|  |               |
|  | Soroavisaurus |
|  |               |

|  | Neuquenornis                                                |
|  |                                                             |
|  | \| \| Avisaurus \| \| \| \| \| \| Soroavisaurus \| \| \| \| |
|  |                                                             |
|  | Avisaurus                                                   |
|  |                                                             |
|  | Soroavisaurus                                               |
|  |                                                             |

|  | Avisaurus     |
|  |               |
|  | Soroavisaurus |
|  |               |

|  | Neuquenornis                                                |
|  |                                                             |
|  | \| \| Avisaurus \| \| \| \| \| \| Soroavisaurus \| \| \| \| |
|  |                                                             |
|  | Avisaurus                                                   |
|  |                                                             |
|  | Soroavisaurus                                               |
|  |                                                             |

|  | Avisaurus     |
|  |               |
|  | Soroavisaurus |
|  |               |

|  | Neuquenornis                                                |
|  |                                                             |
|  | \| \| Avisaurus \| \| \| \| \| \| Soroavisaurus \| \| \| \| |
|  |                                                             |
|  | Avisaurus                                                   |
|  |                                                             |
|  | Soroavisaurus                                               |
|  |                                                             |

|  | Avisaurus     |
|  |               |
|  | Soroavisaurus |
|  |               |

|  | Neuquenornis                                                |
|  |                                                             |
|  | \| \| Avisaurus \| \| \| \| \| \| Soroavisaurus \| \| \| \| |
|  |                                                             |
|  | Avisaurus                                                   |
|  |                                                             |
|  | Soroavisaurus                                               |
|  |                                                             |

|  | Avisaurus     |
|  |               |
|  | Soroavisaurus |
|  |               |

|  | Neuquenornis                                                |
|  |                                                             |
|  | \| \| Avisaurus \| \| \| \| \| \| Soroavisaurus \| \| \| \| |
|  |                                                             |
|  | Avisaurus                                                   |
|  |                                                             |
|  | Soroavisaurus                                               |
|  |                                                             |

|  | Avisaurus     |
|  |               |
|  | Soroavisaurus |
|  |               |

|  | Neuquenornis                                                |
|  |                                                             |
|  | \| \| Avisaurus \| \| \| \| \| \| Soroavisaurus \| \| \| \| |
|  |                                                             |
|  | Avisaurus                                                   |
|  |                                                             |
|  | Soroavisaurus                                               |
|  |                                                             |

|  | Avisaurus     |
|  |               |
|  | Soroavisaurus |
|  |               |

|  | Neuquenornis                                                |
|  |                                                             |
|  | \| \| Avisaurus \| \| \| \| \| \| Soroavisaurus \| \| \| \| |
|  |                                                             |
|  | Avisaurus                                                   |
|  |                                                             |
|  | Soroavisaurus                                               |
|  |                                                             |

|  | Avisaurus     |
|  |               |
|  | Soroavisaurus |
|  |               |

|  | Neuquenornis                                                |
|  |                                                             |
|  | \| \| Avisaurus \| \| \| \| \| \| Soroavisaurus \| \| \| \| |
|  |                                                             |
|  | Avisaurus                                                   |
|  |                                                             |
|  | Soroavisaurus                                               |
|  |                                                             |

|  | Avisaurus     |
|  |               |
|  | Soroavisaurus |
|  |               |

|  | Neuquenornis                                                |
|  |                                                             |
|  | \| \| Avisaurus \| \| \| \| \| \| Soroavisaurus \| \| \| \| |
|  |                                                             |
|  | Avisaurus                                                   |
|  |                                                             |
|  | Soroavisaurus                                               |
|  |                                                             |

|  | Avisaurus     |
|  |               |
|  | Soroavisaurus |
|  |               |

|  | Neuquenornis                                                |
|  |                                                             |
|  | \| \| Avisaurus \| \| \| \| \| \| Soroavisaurus \| \| \| \| |
|  |                                                             |
|  | Avisaurus                                                   |
|  |                                                             |
|  | Soroavisaurus                                               |
|  |                                                             |

|  | Avisaurus     |
|  |               |
|  | Soroavisaurus |
|  |               |

|  | Neuquenornis                                                |
|  |                                                             |
|  | \| \| Avisaurus \| \| \| \| \| \| Soroavisaurus \| \| \| \| |
|  |                                                             |
|  | Avisaurus                                                   |
|  |                                                             |
|  | Soroavisaurus                                               |
|  |                                                             |

|  | Avisaurus     |
|  |               |
|  | Soroavisaurus |
|  |               |

|  | Neuquenornis                                                |
|  |                                                             |
|  | \| \| Avisaurus \| \| \| \| \| \| Soroavisaurus \| \| \| \| |
|  |                                                             |
|  | Avisaurus                                                   |
|  |                                                             |
|  | Soroavisaurus                                               |
|  |                                                             |

|  | Avisaurus     |
|  |               |
|  | Soroavisaurus |
|  |               |

|  | Neuquenornis                                                |
|  |                                                             |
|  | \| \| Avisaurus \| \| \| \| \| \| Soroavisaurus \| \| \| \| |
|  |                                                             |
|  | Avisaurus                                                   |
|  |                                                             |
|  | Soroavisaurus                                               |
|  |                                                             |

|  | Avisaurus     |
|  |               |
|  | Soroavisaurus |
|  |               |

|  | Neuquenornis                                                |
|  |                                                             |
|  | \| \| Avisaurus \| \| \| \| \| \| Soroavisaurus \| \| \| \| |
|  |                                                             |
|  | Avisaurus                                                   |
|  |                                                             |
|  | Soroavisaurus                                               |
|  |                                                             |

|  | Avisaurus     |
|  |               |
|  | Soroavisaurus |
|  |               |

|  | Neuquenornis                                                |
|  |                                                             |
|  | \| \| Avisaurus \| \| \| \| \| \| Soroavisaurus \| \| \| \| |
|  |                                                             |
|  | Avisaurus                                                   |
|  |                                                             |
|  | Soroavisaurus                                               |
|  |                                                             |

|  | Avisaurus     |
|  |               |
|  | Soroavisaurus |
|  |               |

Chiappe y Calvo (1994) encontraron que los avisáuridos compartían adaptaciones en el pie — incluyendo un hallux puesto al revés y situado distalmente con una garra grande — que indicaba  la habilidad de posarse en las ramas de los árboles. Ellos afirmaron que un estilo de vida arbóreo era lo más probable para todos los avisáuridos.